# Senyera (Ribera Alta)
Senyera és un municipi del País Valencià situat a la comarca de la Ribera Alta.
Limita amb Manuel, la Pobla Llarga, Sant Joanet i Castelló (a la mateixa comarca).

## Geografia
Es diu que Senyera s'anomena així perquè en els seus inicis s'ubicà en una sénia que, a poc a poc, anà desapareixent, amb la qual cosa se li quedà el nom de sénia era, i de sénia era es passà a Senyera.
Senyera està situada en el marge dret del riu Albaida (afluent del riu Xúquer), que abastix d'aigua tot el terme municipal per a regar els camps. El seu clima és mediterrani, amb hiverns freds i els estius calorosos i humits.
S'arriba al poble des de València a través de la A-7, per a enllaçar amb la CV-560 i després amb la CV-564.

## Història i orígens
Alqueria islàmica que amb la conquesta de Jaume I passà a dependre del castell de Benimeixís, el qual marquesat fou concedit el 1762 a Maria Ana de Tàrrega-Sanç de la Llosa, i posteriorment passà als Pere i als Iturralde; segons Antoni Josep Cavanilles i Palop, el 1795 produïa arròs, seda, dacsa, oli i forment; lloc de moriscs (30 cases el 1609), rere l'expulsió li fou concedida nova carta pobla el 1611, però el 1646 només tenia 18 cases.

## Demografia
| 1990 | 1992 | 1994 | 1996 | 1998 | 2000 | 2002 | 2004  | 2006  | 2007  | 2010  |
| ---- | ---- | ---- | ---- | ---- | ---- | ---- | ----- | ----- | ----- | ----- |
| 831  | 834  | 838  | 885  | 920  | 937  | 952  | 1.038 | 1.080 | 1.141 | 1.200 |

## Economia
L'economia de Senyera és bàsicament agrícola. Tota l'àrea conreada es troba en regadiu destinada a tarongers, hortalisses i dacsa. L'exportació de taronges és la seua font principal de subsistència. La ramaderia té poca importància al poble i es reduïx a la familiar. Hi ha algunes indústries alimentàries, magatzems de fruita i una fusteria; encara que, majoritàriament, pel que fa al comerç i altres tipus de servicis, la localitat s'assortix d'altres municipis i ciutats com són Castelló de la Ribera, Xàtiva i Alzira, entre d'altres.

## Política i Govern

### Composició de la Corporació Municipal
El Ple de l'Ajuntament està format per 9 regidors. En les eleccions municipals de 26 de maig de 2019 foren elegits 8 regidors del Partit Socialista del País Valencià (PSPV-PSOE) i 1 del Partit Popular (PP).
| Eleccions municipals de 26 de maig de 2019 - Senyera                                                                          |                                          |                                     |                                     |      |          |          |
| Candidatura | Candidatura                              | Candidatura                         | Cap de llista                       | Vots | Vots     | Regidors |
| | Partit Socialista del País Valencià-PSOE |                                     | Francisca Momparler Orta            | 493  | 82,30%   | 8 (+5)   |
| | Partit Popular                           |                                     | Alvaro Aparici Rosell               | 84   | 14,02%   | 1 (-3)   |
| | Altres candidatures                      |                                     |                                     |      |          | 0 ( -2)  |
| | Vots en blanc                            |                                     |                                     | 22   | 3,67%    |          |
| Total vots vàlids i regidors                                                                                                  | Total vots vàlids i regidors             | Total vots vàlids i regidors        | Total vots vàlids i regidors        | 599  | 100 %    | 9        |
| | Vots nuls                                | Vots nuls                           | Vots nuls                           | 46   | 7,13%    |          |
| Participació (vots vàlids més nuls)                                                                                           | Participació (vots vàlids més nuls)      | Participació (vots vàlids més nuls) | Participació (vots vàlids més nuls) | 645  | 71,91%** |          |
| Abstenció | Abstenció                                | Abstenció                           | Abstenció                           | 252* | 28,09%** |          |
| Total cens electoral | Total cens electoral                     | Total cens electoral                | Total cens electoral                | 897* | 100 %**  |          |
| Alcaldessa: Francisca Momparler Orta (PSPV) (15/06/2019) Per majoria absoluta dels vots dels regidors (8 vots de PSPV)        |                                          |                                     |                                     |      |          |          |
| Fonts: JEC, JEZ Alzira. M. Interior, Periòdic Ara. (* No són vots sinó electors. ** Percentatge respecte del cens electoral.) |                                          |                                     |                                     |      |          |          |

### Alcaldes
Des de 2017 l'alcaldessa de Senyera és Paqui Momparler Orta del Partit Socialista del País Valencià.
| Període                       | Alcalde o alcaldessa                                    | Partit polític      | Data de possessió     | Observacions                |
| ----------------------------- | ------------------------------------------------------- | ------------------- | --------------------- | --------------------------- |
| 1979–1983                     | Eliseo Tomás Escuriet                                   | PSPV-PSOE           | 19/04/1979            | --                          |
| 1983–1987                     | Eliseo Tomás Escuriet                                   | PSPV-PSOE           | 28/05/1983            | --                          |
| 1987–1991                     | Juan Mario Ferrandis Climent                            | AESI                | 30/06/1987            | --                          |
| 1991–1995                     | Juan Mario Ferrandis Climent                            | PSPV-PSOE           | 15/06/1991            | --                          |
| 1995–1999                     | Miguel Ángel Tomás Pascual Juan Mario Ferrandis Climent | GIS PSPV-PSOE       | 17/06/1995 03/04/1998 | Moció de censura PSPV+GM -- |
| 1999–2003                     | Juan Mario Ferrandis Climent                            | PSPV-PSOE           | 03/07/1999            | --                          |
| 2003–2007                     | Ramiro Climent Espí                                     | PSPV-PSOE           | 14/06/2003            | --                          |
| 2007–2011                     | Ramiro Climent Espí                                     | PSPV-PSOE           | 16/06/2007            | --                          |
| 2011–2015                     | Pilar Alandes Grimaltos                                 | PP                  | 11/06/2011            | --                          |
| 2015–2019                     | Pau Mascarós Alandes Francisca Maria Momparler Orta     | Compromís PSPV-PSOE | 13/6/2015 5/5/2017    | Pacte de Govern --          |
| 2019-2023                     | Francisca Maria Momparler Orta                          | PSPV-PSOE           | 15/06/2019            | --                          |
| Des de 2023                   | Francisca Maria Momparler Orta                          | PSPV-PSOE           | 17/06/2023            | --                          |
| Fonts: Generalitat Valenciana |                                                         |                     |                       |                             |

Alguns dels alcaldes anteriors a 1979 són:
| Anys de mandat | Nom del alcalde           |
| -------------- | ------------------------- |
| 1833-1849      | Francisco Martinez        |
| 1849-1852      | Manuel Climent            |
| 1852           | Atanasio Francés          |
| 1920-1928      | Jose Francés Blasco       |
| 1928-1936      | Francisco Alvarez Alborch |
| 1936-1938      | Miguel Ivars Francés      |
| 1938-1939      | Rafael Catala Garrigues   |
| 1939-1944      | Evaristo López Ramon      |
| 1944-1963      | Jose Romero Mompoey       |
| 1963-1963      | Edelmiro Codina Francés   |
| 1963-1964      | Alfredo Palau Momparler   |
| 1964-1974      | Ricardo Francés Codina    |
| 1974-1979      | Francisco Codina Francés  |

## Monuments
- Església de Santa Anna, del segle xviii. Esvelta torre campanar de tres cossos. Canya quadrada inferior, cos de campanes articulat amb pilastres toscanes binades. Tercer nivell d'arcbotants laterals per albergar un desaparegut campanó de les hores i cupulí. Del tipus de campanar creat a València "a tres nivells" "a la manera" de l'arquitecte Josep Mínguez.
- Ajuntament de nova creació a l'any 1991 és un edifici significatiu en el conjunt del poble.
- Deposit d'Aigües Potables, en forma de copa inaugurat a l'any 1985.

## Festes
El 26 de juliol, en honor de Santa Anna, patrona del poble.
Al mes d'Agost compta amb una altra festa religiosa, les Filles de Maria, que se sol celebrar les primeres setmanes d'agost i després la semana següent la de la Verge de l'Assumpcío.
A Senyera també podem trobar festes de moros i cristians, que se celebren conjuntament amb les festes patronals penultima setmana d'Agost, amb Regina i la seua Cort d'honor i Festers

## Personatge il·lustre
- Antonio Escuriet San Pedro (Senyera, 7 de maig de 1904 - Castelló de la Ribera, 18 de febrer de 1998) Va ser un ciclista valencià que fou professional entre 1930 i 1942.